# 马卡埃足球俱乐部
马卡埃足球俱乐部，为巴西里约热内卢州马卡埃市的一个足球俱乐部。该俱乐部成立于1990年。